# 노스 하버 스타디움
노스 하버 스타디움(North Harbour Stadium)은 뉴질랜드 노스쇼어시티에 위치한 스타디움이다. 거의 10년에 걸친 논의, 계획 및 건설 끝에 1997년에 개관했다. 럭비 유니언, 협회 축구, 럭비 리그, 야구는 모두 메인 그라운드에서 진행되며, 인접한 오벌 플레이는 시니어 크리켓 경기를 주최한다. 또한 대규모 야외 콘서트를 개최하기도 한다.